# Norwegischer Fußballpokal der Männer 2008
Der norwegische Fußballpokal 2008 (kurz auch NM-Cup 2008 genannt) war die 103. Austragung des Fußballpokalwettbewerbs der Männer.  Pokalsieger wurde Vålerenga Oslo. Das Team setzte sich im Finale mit 4:1 gegen Stabæk Fotball durch. Der Pokalsieger erhielt das Startrecht in der UEFA Europa League 2009/10.
Alle Begegnungen wurden in einem Spiel entschieden. Bei einem Unentschieden nach Verlängerung wurde der Sieger im Elfmeterschießen ermittelt. In den ersten beiden Runden hatten Amateure bzw. schlechter platzierte Teams Heimrecht. Ab der dritten Runde wurde ohne Beschränkung gelost.

## 1. Runde
| Datum      |                      | Ergebnis              |                      |
| ---------- | -------------------- | --------------------- | -------------------- |
| 10.05.2008 | Elnesvågen/Omegn IL  | 0:6                   | Molde FK             |
|            | FK Ørn-Horten        | 0:5                   | Vålerenga Oslo       |
|            | Drøbak/Frogn IL      | 0:2                   | Korsvoll IL          |
|            | Fana IL              | 2:0                   | Fyllingen Fotball    |
|            | Follese FK           | 1:3                   | Åsane Fotball        |
|            | Lørenskog IF         | 2:0                   | Skjetten SK          |
|            | FK Mandalskameratene | 3:2                   | SK Vard Haugesund    |
|            | Mjøndalen IF         | 0:1                   | Asker Fotball        |
|            | Namsos IL            | 1:2                   | Levanger FK          |
|            | Stavanger IF         | 3:1                   | Randaberg IL         |
|            | Strindheim IL        | 1:4                   | Steinkjer FK         |
|            | Tromsdalen UIL       | 6:2                   | FK Lofoten           |
|            | Ullensaker/Kisa IL   | 1:0                   | Strømmen IF          |
|            | Østsiden IL          | 1:2 n. V.             | Pors Grenland        |
|            | FK Tønsberg          | 4:2                   | Modum FK             |
| 12.05.2008 | Groruddalen BK       | 1:4                   | Manglerud Star Oslo  |
|            | Førde IL             | 1:3                   | Aalesunds FK         |
|            | Harstad IL           | 1:6                   | Lyn Oslo             |
|            | Loddefjord IL        | 1:4                   | Brann Bergen         |
|            | FK Mjølner           | 0:3                   | FK Bodø/Glimt        |
|            | Mysen IF             | 1:6                   | Fredrikstad FK       |
|            | Sandar IL            | 1:3                   | Lillestrøm SK        |
|            | Sander IL            | 0:2                   | Ham-Kam              |
|            | Skjervøy IK          | 0:2                   | Tromsø IL            |
|            | Tynset IF            | 00:11                 | Rosenborg Trondheim  |
|            | Vestfossen IF        | 00:14                 | Stabæk Fotball       |
|            | FK Vidar             | 0:3                   | Viking Stavanger     |
|            | Øvrevoll Hosle IL    | 2:7 n. V.             | Strømsgodset IF      |
|            | Austevoll IK         | 1:1 n. V. (4:1 i. E.) | Nest-Sotra IL        |
|            | IL Averøykameratene  | 1:2                   | Kristiansund BK      |
|            | IL Borgar            | 0:3                   | Sarpsborg Sparta FK  |
|            | Bossekop UL          | 0:2                   | Alta IF              |
|            | Brumunddal Fotball   | 2:4                   | Eidsvold IF          |
|            | Bøler IF             | 1:3                   | SK Sprint-Jeløy      |
|            | Charlottenlund SK    | 2:3 n. V.             | Ranheim IL           |
|            | Lillehammer FK       | 1:2 n. V.             | Nybergsund IL-Trysil |
|            | FK Arendal           | 1:6                   | Flekkerøy IL         |
|            | Fram Larvik          | 2:0                   | Bærum SK             |
|            | Frigg Oslo FK        | 2:3                   | Notodden FK          |
|            | FK Gjøvik Lyn        | 0:3                   | Kongsvinger IL       |
|            | Grorud IL            | 0:3                   | Follo Fotball        |
|            | KFUM Oslo            | 2:0                   | Kjelsås IL           |
|            | Kongsberg IF         | 1:4                   | Sandefjord Fotball   |
|            | Kopervik IL          | 2:4                   | Ålgård FK            |
|            | Kvik Halden FK       | 0:2                   | Moss FK              |
|            | Langevåg IL          | 0:6                   | Skarbøvik IF         |
|            | Nardo FK             | 2:0                   | KIL/Hemne Fotball    |
|            | SK Nord Karmøy       | 0:4                   | Bryne FK             |
|            | NTNUI                | 2:1                   | Byåsen Toppfotball   |
|            | IL Sandviken         | 0:3                   | Os TF                |
|            | FK Senja             | 3:4                   | IF Skarp             |
|            | IL Skarphedin        | 1:5                   | Odd Grenland         |
|            | Solberg SK           | 0:3                   | Raufoss IL           |
|            | Stord IL             | 1:3                   | FK Haugesund         |
|            | IL Stålkameratene    | 0:3                   | Mo IL                |
|            | Sogne                | 0:2                   | Start Kristiansand   |
|            | Tornado Måløy FK     | 0:3                   | Sogndal IL           |
|            | FK Toten             | 0:2                   | Valdres FK           |
|            | IF Trauma            | 0:6                   | Vindbjart FK         |
|            | Ullern IF            | 1:4                   | Hønefoss BK          |
|            | IL Valder            | 2:4                   | IL Hødd              |
|            | Vollen UL            | 2:6                   | Skeid Oslo           |
|            | FBK Voss             | 0:3                   | Løv-Ham Fotball      |
|            | Åkra IL              | 0:4                   | Sandnes Ulf          |

## 2. Runde
| Datum      |                     | Ergebnis              |                      |
| ---------- | ------------------- | --------------------- | -------------------- |
| 03.06.2008 | Skeid Oslo          | 2:3                   | Fredrikstad FK       |
|            | Vindbjart FK        | 0:4                   | Odd Grenland         |
| 04.06.2008 | KFUM Oslo           | 0:3                   | Strømsgodset IF      |
|            | Fram Larvik         | 0:2                   | Stabæk Fotball       |
|            | Alta IF             | 6:2                   | Tromsdalen UIL       |
|            | Asker Fotball       | 1:0                   | Notodden FK          |
|            | Flekkerøy IL        | 1:3                   | Bryne FK             |
|            | IL Hødd             | 4:1                   | NTNUI                |
|            | Kongsvinger IL      | 4:2                   | Lørenskog IF         |
|            | Korsvoll IL         | 1:3                   | Lyn Oslo             |
|            | Manglerud Star Oslo | 2:1                   | Nybergsund IL-Trysil |
|            | Os TF               | 0:4                   | FK Haugesund         |
|            | Pors Grenland       | 6:3                   | Hønefoss BK          |
|            | Ranheim IL          | 8:0                   | Nardo FK             |
|            | Sandefjord Fotball  | 4:0                   | FK Mandalskameratene |
|            | Skarbøvik IF        | 1:6 n. V.             | Sogndal IL           |
|            | SK Sprint-Jeløy     | 0:6                   | Moss FK              |
|            | Start Kristiansand  | 2:1                   | FK Tønsberg          |
|            | Stavanger IF        | 0:2                   | Viking Stavanger     |
|            | Steinkjer FK        | 1:1 n. V. (2:4 i. E.) | Molde FK             |
|            | Ålgård FK           | 2:3                   | Sandnes Ulf          |
|            | Åsane Fotball       | 4:5 n. V.             | Aalesunds FK         |
| 05.06.2008 | Eidsvold TF         | 3:0                   | Lillestrøm SK        |
|            | Mo IL               | 0:3                   | FK Bodø/Glimt        |
|            | IF Skarp            | 2:5                   | Tromsø IL            |
|            | Follo Fotball       | 0:2                   | Sarpsborg Sparta FK  |
|            | Levanger FK         | 0:4                   | Ullensaker/Kisa IL   |
|            | Løv-Ham Fotball     | 4:0                   | Fana IL              |
| 07.06.2008 | Austevoll IK        | 2:3                   | Brann Bergen         |
|            | Kristiansund BK     | 1:1 n. V. (4:1 i. E.) | Rosenborg Trondheim  |
| 08.06.2008 | Raufoss IL          | 1:4                   | Vålerenga Oslo       |
|            | Valdres FK          | 2:1                   | Ham-Kam              |

## 3. Runde
| Datum      |                     | Ergebnis  |                     |
| ---------- | ------------------- | --------- | ------------------- |
| 01.07.2008 | Brann Bergen        | 3:1       | Valdres FK          |
|            | Ranheim IL          | 0:3       | Tromsø IL           |
| 02.07.2008 | FK Bodø/Glimt       | 3:1       | Alta IF             |
|            | Lyn Oslo            | 4:0       | Asker Fotball       |
|            | Molde FK            | 2:1 n. V. | Kristiansund BK     |
|            | Stabæk Fotball      | 5:0       | Manglerud Star Oslo |
|            | Strømsgodset IF     | 4:0       | Pors Grenland       |
|            | Viking Stavanger    | 3:0       | Eidsvold TF         |
|            | Bryne FK            | 1:4       | Løv-Ham Fotball     |
|            | FK Haugesund        | 3:2       | Sandnes Ulf         |
|            | Moss FK             | 2:3       | Start Kristiansand  |
|            | Odd Grenland        | 2:0       | Sandefjord Fotball  |
|            | Sogndal IL          | 3:0       | Kongsvinger IL      |
| 03.07.2008 | Sarpsborg Sparta FK | 2:3       | Vålerenga Oslo      |
|            | Ullensaker/Kisa IL  | 0:1       | Fredrikstad FK      |
|            | IL Hødd             | 1:2       | Aalesunds FK        |

## 4. Runde
| Datum      |                    | Ergebnis  |                  |
| ---------- | ------------------ | --------- | ---------------- |
| 23.07.2008 | Molde FK           | 8:0       | Brann Bergen     |
|            | Tromsø IL          | 0:2 n. V. | Vålerenga Oslo   |
| 30.07.2008 | FK Bodø/Glimt      | 3:1       | FK Haugesund     |
|            | Fredrikstad FK     | 5:2       | Løv-Ham Fotball  |
|            | Sogndal IL         | 1:3       | Stabæk Fotball   |
|            | Start Kristiansand | 2:3       | Odd Grenland     |
|            | Aalesunds FK       | 1:4       | Lyn Oslo         |
| 06.08.2008 | Strømsgodset IF    | 3:1       | Viking Stavanger |

## Viertelfinale
| Datum      |                | Ergebnis              |                 |
| ---------- | -------------- | --------------------- | --------------- |
| 15.08.2008 | Lyn Oslo       | 1:3 n. V.             | Molde FK        |
| 16.08.2008 | Odd Grenland   | 2:2 n. V. (5:4 i. E.) | Fredrikstad FK  |
| 17.08.2008 | Vålerenga Oslo | 3:1                   | FK Bodø/Glimt   |
| 17.08.2008 | Stabæk Fotball | 4:1                   | Strømsgodset IF |

## Halbfinale
| Datum      |                | Ergebnis |              |
| ---------- | -------------- | -------- | ------------ |
| 24.09.2008 | Stabæk Fotball | 3:0      | Molde FK     |
| 25.09.2008 | Vålerenga Oslo | 2:1      | Odd Grenland |

## Finale
| Stabæk Fotball                              | Stabæk Fotball | Vålerenga Oslo | Vålerenga Oslo |
| ------------------------------------------- | --- | --- | -------------- |
| Stabæk Fotball                              | \| Finale \| \| 9. November 2008 in Oslo (Ullevaal-Stadion) \| \| Ergebnis: 1:4 (0:1) \| \| Zuschauer: 24.823 \| \| Schiedsrichter: Svein Oddvar Moen \| \| Spielbericht \| | \| Finale \| \| 9. November 2008 in Oslo (Ullevaal-Stadion) \| \| Ergebnis: 1:4 (0:1) \| \| Zuschauer: 24.823 \| \| Schiedsrichter: Svein Oddvar Moen \| \| Spielbericht \| | Vålerenga Oslo |
| Stabæk Fotball                              | Jon Knudsen – Christian Keller (75. Bjørnar Holmvik), Morten Skjønsberg, Niklas Sandberg , Jon Inge Høiland (89. Tom Stenvoll) – Johan Andersson, Pontus Farnerud, Henning Hauger, Alanzinho – Veigar Páll Gunnarsson (86. Pálmi Rafn Pálmason), Daniel Nannskog Cheftrainer: Jan Jönssen ( Schweden) | Troy Perkins (90. Øyvind Bolthof) - Freddy dos Santos, Kjetil Wæhler (84. Erik Hagen), André Muri, Allan Kierstein Jepsen – Lars Iver Strand, Kristofer Hæstad, Martin Andresen, Morten Berre (87. Harmeet Singh) – Daniel Fredheim Holm, Mohammed Abdellaoue Cheftrainer: Martin Andresen | Vålerenga Oslo |
| Stabæk Fotball                              | 1:3 Johan Andersson (69.) | 0:1 Mohammed Abdellaoue (31.) 0:2 Daniel Fredheim Holm (50.) 0:3 Mohammed Abdellaoue (54.) 1:4 Daniel Fredheim Holm (70.) | Vålerenga Oslo |
| Stabæk Fotball                              | Morten Berre (54.), Kjetil Wæhler (64.), Martin Andresen (77.) | | Vålerenga Oslo |
| Finale                                      | | |                |
| 9. November 2008 in Oslo (Ullevaal-Stadion) | | |                |
| Ergebnis: 1:4 (0:1)                         | | |                |
| Zuschauer: 24.823                           | | |                |
| Schiedsrichter: Svein Oddvar Moen           | | |                |
| Spielbericht                                | | |                |